# Mistrzostwa Świata Juniorów w Narciarstwie Alpejskim 1998
17. Mistrzostwa świata juniorów w narciarstwie alpejskim odbyły się w dniach 26 lutego - 1 marca 1998 r. we francuskim ośrodku narciarskim Megève w regionie Rodan-Alpy. Rozegrano po 5 konkurencji dla kobiet i mężczyzn. W klasyfikacji medalowej triumfowała reprezentacja Austrii, której zawodnicy zdobyli także najwięcej medali, jedenaście, w tym 6 złotych, 4 srebrne i 1 brązowy. 

## Wyniki
| Pozycja | Zawodnik            | Narodowość | Czas    |
| ------- | ------------------- | ---------- | ------- |
|         | Andreas Buder       | Austria    | 1:20,39 |
|         | Matteo Berbenni     | Włochy     | 1:20,56 |
|         | Thomas Graggaber    | USA        | 1:20,62 |
| 4.      | Andrej Prevuznak    | Słowacja   | 1:20,82 |
| 5.      | Silvano Beltrametti | Szwajcaria | 1:20,83 |
| 6.      | Andrej Jerman       | Słowenia   | 1:21,08 |

| Pozycja | Zawodniczka      | Narodowość | Czas    |
| ------- | ---------------- | ---------- | ------- |
|         | Martina Lechner  | Austria    | 1:24,41 |
|         | Jonna Mendes     | USA        | 1:24,67 |
|         | Ingrid Jacquemod | Francja    | 1:24,70 |
| 4.      | Lea Nadig        | Szwajcaria | 1:24,85 |
| 5.      | Emily Brydon     | Kanada     | 1:24,98 |
| 6.      | Janica Kostelić  | Chorwacja  | 1:25,00 |

| Pozycja | Zawodnik        | Narodowość | Czas    |
| ------- | --------------- | ---------- | ------- |
|         | Freddy Rech     | Francja    | 1:27,52 |
|         | Andrej Jerman   | Słowenia   | 1:27,90 |
|         | Konrad Hari     | Szwajcaria | 1:28,41 |
| 4.      | Martin Stocker  | Austria    | 1:28,59 |
| 5.      | Matteo Berbenni | Włochy     | 1:28,60 |
| 6.      | Kurt Engl       | Austria    | 1:28,61 |

| Pozycja | Zawodniczka         | Narodowość | Czas    |
| ------- | ------------------- | ---------- | ------- |
|         | Martina Lechner     | Austria    | 1:06,08 |
|         | Kerstin Reisenhofer | Austria    | 1:06,38 |
|         | Janica Kostelić     | Chorwacja  | 1:06,41 |
| 4.      | Karen Putzer        | Włochy     | 1:06,53 |
| 5.      | Katja Wirth         | Austria    | 1:06,57 |
| 6.      | Lucie Hrstková      | Czechy     | 1:06,61 |

| Pozycja | Zawodnik            | Narodowość | Czas    |
| ------- | ------------------- | ---------- | ------- |
|         | Benjamin Raich      | Austria    | 2:01,62 |
|         | Manfred Gstatter    | Austria    | 2:02,37 |
|         | Silvano Beltrametti | Szwajcaria | 2:02,39 |
| 4.      | Mitja Dragšič       | Słowenia   | 2:02,41 |
| 5.      | Patrick Thaler      | Włochy     | 2:02,66 |
| 6.      | Benoît Jacqmin      | Francja    | 2:02,96 |

| Pozycja | Zawodniczka      | Narodowość | Czas    |
| ------- | ---------------- | ---------- | ------- |
|         | Anja Pärson      | Szwecja    | 1:54,35 |
|         | Ingrid Jacquemod | Francja    | 1:55,73 |
|         | Lucie Hrstková   | Czechy     | 1:56,02 |
| 4.      | Allison Forsyth  | Kanada     | 1:56,22 |
| 5.      | Karen Putzer     | Włochy     | 1:56,23 |
| 6.      | Nicole Gius      | Włochy     | 1:56,53 |

| Pozycja | Zawodnik         | Narodowość | Czas    |
| ------- | ---------------- | ---------- | ------- |
|         | Benjamin Raich   | Austria    | 1:23,06 |
|         | Mario Matt       | Austria    | 1:24,89 |
|         | Kurt Engl        | Austria    | 1:24,91 |
| 4.      | Reinfried Herbst | Austria    | 1:25,15 |
| 5.      | Daniel Sjögren   | Szwecja    | 1:25,46 |
| 6.      | Markus Good      | Szwajcaria | 1:26,01 |

| Pozycja | Zawodniczka      | Narodowość | Czas    |
| ------- | ---------------- | ---------- | ------- |
|         | Stefanie Wolf    | Niemcy     | 1:26,48 |
|         | Monika Bergmann  | Niemcy     | 1:26,57 |
|         | Anja Pärson      | Szwecja    | 1:27,33 |
| 4.      | Allison Forsyth  | Kanada     | 1:27,57 |
| 5.      | Tanja Poutiainen | Finlandia  | 1:28,02 |
| 6.      | Annalisa Ceresa  | Włochy     | 1:28,51 |

| Pozycja | Zawodnik        | Narodowość | Punkty |
| ------- | --------------- | ---------- | ------ |
|         | Benjamin Raich  | Austria    | 15,55  |
|         | Kurt Engl       | Austria    | 41,78  |
|         | Julien Lizeroux | Francja    | 74,32  |

| Pozycja | Zawodniczka      | Narodowość | Punkty |
| ------- | ---------------- | ---------- | ------ |
|         | Ingrid Jacquemod | Francja    | 30,73  |
|         | Janica Kostelić  | Chorwacja  | 44,21  |
|         | Stefanie Wolf    | Niemcy     | 45,80  |

## Klasyfikacja medalowa
| Miejsce | Państwo           |   |   |   | złoto · srebro · brąz |
| ------- | ----------------- | - | - | - | --------------------- |
| 1.      | Austria           | 6 | 4 | 1 | 11                    |
| 2.      | Francja           | 2 | 1 | 2 | 5                     |
| 3.      | Niemcy            | 1 | 1 | 1 | 3                     |
| 4.      | Szwecja           | 1 | 0 | 1 | 2                     |
| 5.      | Chorwacja         | 0 | 1 | 1 | 2                     |
|         | Stany Zjednoczone | 0 | 1 | 1 | 2                     |
| 7.      | Słowenia          | 0 | 1 | 0 | 1                     |
|         | Włochy            | 0 | 1 | 0 | 1                     |
| 9.      | Szwajcaria        | 0 | 0 | 2 | 2                     |
| 10.     | Czechy            | 0 | 0 | 1 | 1                     |